# Chrisje van der Willigen
Christina Abigail (Chrisje) van der Willigen (Haarlem, 7 mei 1850 – Laren, 1 augustus 1931) was een Nederlandse schilder, tekenaar en graficus.

## Leven en werk
Van der Willigen was een dochter van Adriaan van der Willigen Pzn. (1810-1876) en van Geertruida Aletta van Voorthuijsen. Haar vader was arts, schrijver en kunstverzamelaar. Ze kreeg in haar geboorteplaats lessen van de schilders Ferdinand Oldewelt en Pieter Frederik van Os. Van 1898 tot 1904 woonde ze in Volendam.
In 1904 ging ze naar Brussel, waar ze werkte en leerde in het atelier van Ernest Blanc-Garin. Het jaar erop studeerde ze een aantal maanden aan de Antwerpse Tekenacademie. In 1906 vestigde Van der Willigen zich in Laren, waar ze deel uitmaakte van de kunstenaarsgemeenschap en lessen volgde bij Hendrik Maarten Krabbé. Ze maakte diverse reizen naar onder meer België, Frankrijk, Duitsland en Italië. Ze aquarelleerde en werd vooral bekend als schilderes van bloemstillevens, maar maakte ook landschappen en dorpsgezichten, daarbij geïnspireerd door haar reizen.
Ze was lid van Arti et Amicitiae (vanaf 1897) en Sint Lucas. Ze exposeerde solo en met de schilders van de 'Gooise Tien' onder andere bij Arti en in het Stedelijk Museum. Ter gelegenheid van haar zeventigste en tachtigste verjaardag werden in hotel Hamdorff in Laren eretentoonstellingen ingericht. Van der Willigen overleed in 1931, op 81-jarige leeftijd. Bij haar begrafenis spraken David Schulman namens de Vereeniging van Beeldende kunstenaars Laren-Blaricum en iemand namens Sint Lucas, namens de Pulchri Studio was Willy Sluiter aanwezig.

## Werken

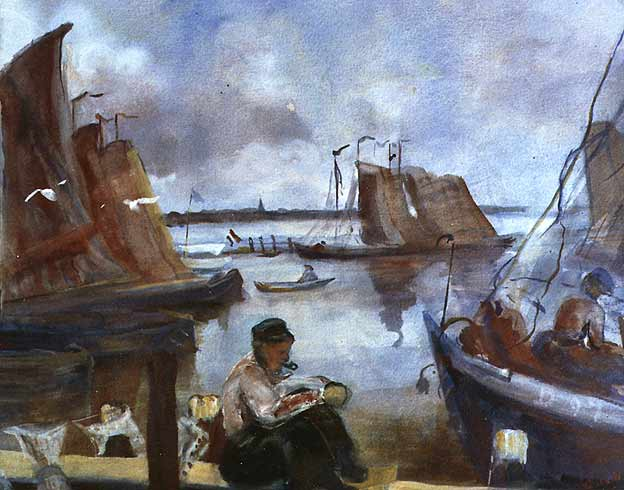
Havenzicht
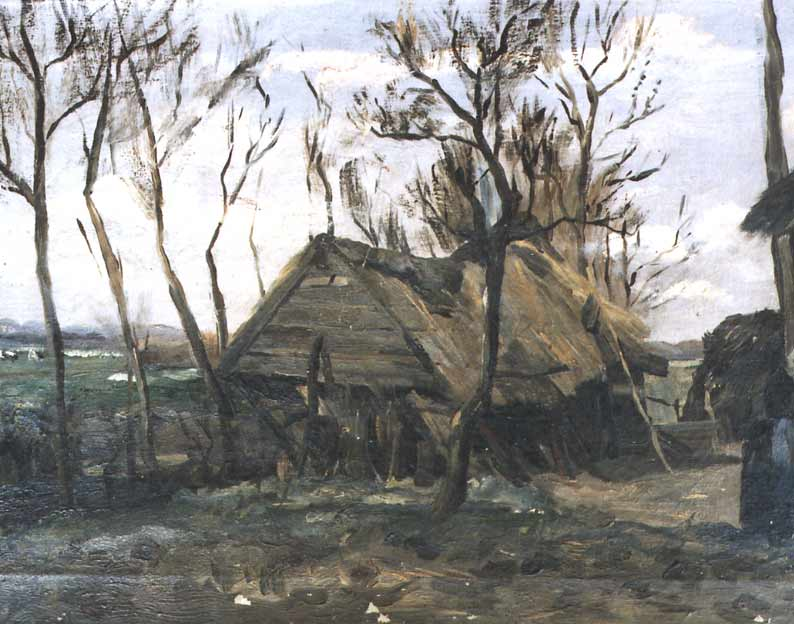
Schuur
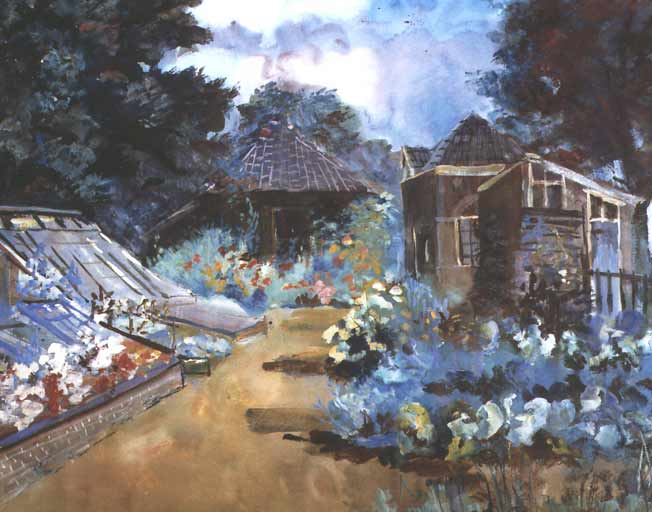
Kas

- Biografisch Portaal: 87265442
- Gemeinsame Normdatei: 120689105X
- Library of Congress Control Number: n2020064793
- RKD-Nederlands Instituut voor Kunstgeschiedenis: 91956
- Virtual International Authority File: 4925158551010116540004